# Troposfera

A troposfera é a camada mais inferior da atmosfera terrestre

A troposfera é a camada mais baixa da atmosfera terrestre. Contém aproximadamente 75% da massa atmosférica e 99% do seu vapor de água e aerossóis. A espessura média da troposfera é de 12 km nas latitudes médias. É mais espessa nas regiões tropicais, podendo alcançar até 17 km de altura, e menos espessa nos polos, podendo alcançar 7 km durante o verão e tornando-se indistinta durante o inverno. A parte mais baixa da troposfera, onde a fricção dos ventos com a superfície influencia as correntes de vento, é chamada de camada limite planetária (CLP). Esta  camada tem normalmente algumas centenas de metros de espessura, podendo atingir até 3 km, dependendo do relevo e da hora do dia. Tal camada inferior é particularmente atingida por gases do efeito estufa, entre eles o metano e o monóxido de caborno, que interagem para aumentar a concentração de ozônio.
A região fronteiriça entre a troposfera e a estratosfera é chamada de tropopausa. A palavra "troposfera" deriva do grego: "tropos" (girar, misturar), refletindo o fato de que a turbulência tem um papel importante no comportamento e estrutura da troposfera. A maior parte dos fenômenos meteorológicos que associamos com o tempo meteorológico cotidiano ocorre na troposfera.

## Características físicas e químicas

### Composição
A composição química da troposfera é essencialmente uniforme, praticamente idêntica à composição da atmosfera terrestre como um todo (78% de nitrogênio e 21% de oxigênio, além de outros gases em pequenas proporções), com a exceção notável do vapor de água. A fonte de vapor de água provém da superfície, por meio de processos de evaporação e transpiração. Além do mais, a temperatura da troposfera diminui com a altitude, e a pressão de vapor cai intensamente assim que a temperatura diminui. Assim, a quantidade de vapor de água que pode existir na atmosfera cai intensamente com a altitude. Assim sendo, a proporção de vapor de água na atmosfera terrestre alcança o seu pico perto da superfície e diminui com a altura.

### Pressão
A pressão atmosférica alcança o seu máximo ao nível do mar e diminui conforme a altitude Isto é devido ao fato de que a atmosfera está muito perto do equilíbrio hidrostático. Assim sendo, a pressão atmosférica é igual ao peso do ar acima em um determinado local. As mudanças de pressão com a altitude, portanto, podem ser equacionadas à densidade com a equação hidrostática:
{\displaystyle {\frac {dp}{dz}}=-\rho g=-{\frac {mpg}{RT}}}
onde:
- g é o valor da aceleração da gravidade (9,80665 m/s² ao nível do mar);
- ρ refere-se à densidade;
- z é a altura;
- R é a constante universal dos gases perfeitos;
- T é a temperatura (em kelvins- K)
- m é a massa molar.

Já que a temperatura, em princípio, depende da altitude, é necessário então uma segunda equação para determinar a pressão como uma função da altura.

### Temperatura
A temperatura da troposfera diminui com a altitude. A taxa pelo qual a temperatura cai, {\displaystyle {\frac {-dt}{dz}}}, é chamada de gradiente adiabático ambiental. O gradiente adiabático é nada mais do que a diferença de temperatura entre a superfície e a tropopausa dividida pela altitude. A razão para esta diferença de temperatura é que a absorção de radiação solar ocorre na superfície, aquecendo as porções mais baixas da troposfera, mas a perda de radiação pela Terra ocorre no topo da atmosfera terrestre. Este processo mantém o balanço geral térmico da Terra.
As massas de ar na atmosfera sobem e descem, e também sofrem mudanças de temperatura. A taxa de mudança da temperatura em uma determinada massa de ar pode ser maior ou menor do que o gradiente adiabático. Quando uma massa de ar sobe, esta se expande, porque a pressão atmosférica é menor nas altitudes mais altas. Assim que a massa de ar se expande, desloca o ar ao seu redor, fazendo trabalho. Entretanto, a massa de ar não ganha calor do ambiente em seu torno porque a condutividade térmica é baixa (e é por isso que tal processo é denominado adiabático - não há compartilhamento de calor). Já que a massa de ar exerce trabalho e não ganha calor, perde, então, energia, e então a temperatura dessa massa de ar diminui. O processo inverso também ocorre.
Já que a diferença de calor (dQ) está relacionada à diferença de entropia (dS), onde dQ = T dS, a equação que governa a temperatura como uma função da altitude para uma atmosfera bem turbilhonada é:
{\displaystyle {\frac {dS}{dz}}=0}
onde S é a entropia. A taxa na qual a temperatura diminui com a altura em tais condições é chamada de gradiente adiabático.
Para o ar seco, que é aproximadamente um gás ideal, podemos prosseguir além. A equação adiabática para um gás ideal é:
{\displaystyle p(z)T(z)^{-{\frac {\gamma }{\gamma -1}}}={\text{constante}}}
onde γ é o coeficiente de expansão adiabática (γ = 7/5, para o ar). Combinando com a equação para a pressão, chegaremos ao gradiente adiabático para o ar seco:
{\displaystyle {\frac {dT}{dz}}=-{\frac {mg}{R}}{\frac {\gamma -1}{\gamma }}=-9,8^{\circ }\mathrm {C} /\mathrm {km} }
Se o ar contém vapor de água, então o resfriamento do ar pode causar a condensação da água, e o comportamento da troposfera já não é mais de um gás ideal. Se o ar está saturado de vapor de água, então a taxa na qual a temperatura cai com a altitude é chamada de gradiente adiabático ambiental. Na troposfera, o gradiente adiabático ambiental é uma queda de cerca de 6,5 °C para o aumento de um quilômetro na altitude.

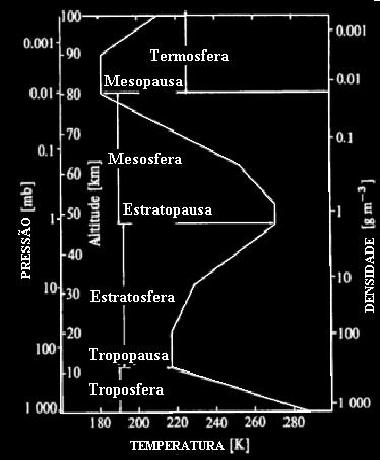
Distribuição das camadas da atmosfera segundo a pressão, temperatura, altitude e densidade

O gradiente adiabático ambiental (a taxa real em que a temperatura cai com a altura, {\displaystyle \left({\frac {dT}{dz}}\right)},  geralmente não é igual ao gradiente adiabático de um gás ideal {\displaystyle \left({\frac {dS}{dz}}=0\right)}. Se o ar das altitudes mais elevadas é mais quente do que o previsto pelo gradiente adiabático de um gás ideal {\displaystyle \left({\frac {dT}{dz}}>0\right)}, então quando uma massa de ar sobe e se expande, vai chegar a uma nova altura a uma temperatura mais baixa do que o ar em seu torno. Neste caso, a massa de ar é mais densa do que suas vizinhanças, e então desce para a altura original, e, portanto, o ar é estável ao invés de estar sendo impulsionado para cima. Se, ao contrário, o ar das altitudes mais altas estiver mais frio do que o previsto pelo gradiente adiabático de um gás ideal {\displaystyle \left({\frac {dT}{dz}}<0\right)}, então a massa de ar sobe para a nova altura com a temperatura mais alta e com menor densidade do que as suas vizinhanças, e então irá continuar a seguir mais alto.
A temperatura cai, nas latitudes médias, de uma média de 15 °C no nível do mar para cerca de -55 °C no topo da tropopausa. Nos polos, a troposfera é menos espessa, e a temperatura cai para somente -45 °C, enquanto que nas regiões trópicas, a temperatura no topo da troposfera pode alcançar -85 °C.

## Tropopausa

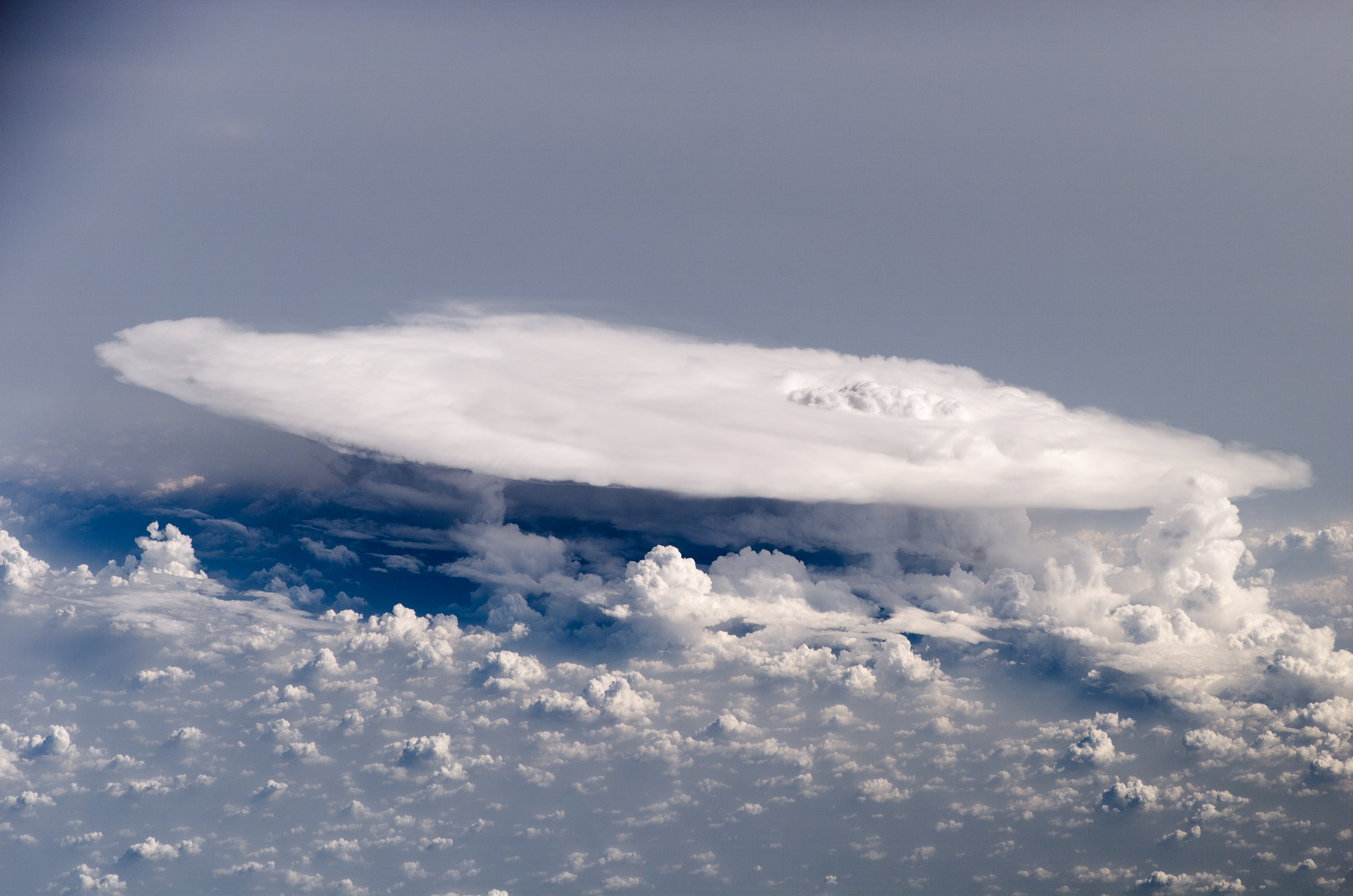
O topo estratificado desta nuvem de tempestade coincide com a tropopausa

A tropopausa é a região limítrofe entre a troposfera e a estratosfera. As medições das mudanças de temperatura através da troposfera e da estratosfera podem identificar o exato local da tropopausa. Na troposfera, a temperatura diminui com a altitude. Entretanto, na estratosfera, a temperatura se torna constante, e então aumenta conforme a altitude. Então a troposfera é definida pela região fronteiriça entre regiões onde o gradiente adiabático é positivo (troposfera) e o gradiente adiabático é negativo (estratosfera). Assim sendo, a tropopausa é uma região de inversão térmica, e praticamente não há mistura entre estas duas camadas da atmosfera terrestre.